# Crataegus greggiana
Crataegus greggiana är en rosväxtart som beskrevs av Eggleston. Crataegus greggiana ingår i Hagtornssläktet som ingår i familjen rosväxter. Utöver nominatformen finns också underarten C. g. pepo.